# FASat–A
FASat–A (Fuerza Aérea Satélite) az első chilei teszt földmegfigyelő műhold.

## Jellemzői
Célja, hogy tudományos és technológiai tapasztalatokat szolgáltasson, elősegítve a további fejlesztéseket. További feladata elősegíteni a gazdasági (földtani szerkezet), katasztrófavédelmi, mezőgazdasági (belvíz, hóállapot, jég) és halászati tevékenységet.

## Küldetés
Építette az Surrey Satellite Technology Ltd. (SST) (angol, üzemeltette a Fuerza Aerea de Chile (FACh). Társműholdja a Szics–1 (ukrán), az űreszközök egyben maradtak, mert az őket elválasztó pirotechnika nem működött.
Megnevezései: FASat–Alfa; COSPAR: 1995-046A; SATCAT kódja: 23657.
1995. augusztus 31-én a Pleszeck űrrepülőtérről, az LC32–2 (LC–Launch Complex) jelű indítóállványról egy Ciklon–3801 hordozórakétával állították alacsony Föld körüli pályára (LEO = Low-Earth Orbit). Az orbitális pályája 97,64 perces, 82,3° hajlásszögű, a geocentrikus pálya perigeuma 659 kilométer, az apogeuma 683 kilométer volt.
Forgásstabilitása segítségével a Föld gravitációs irányára állították. A stabilitást egy 12 milliméter átmérőjű, 4 kilogrammos rúd segítette. Tömege 50 kilogramm, alakja négyszögletes hasáb, méretei 70 x 36 x 36 centiméter. Az űreszköz felületét napelemek borították, éjszakai (földárnyék) energia ellátását újratölthető kémiai akkumulátorok biztosították.
A pályára állást követően a mikroműhold használhatatlanná vált.

## Műszerei
- kamera, a Chile feletti ózonréteg ellenőrzésére,
- négy fotodióda végezte az ózonréteg sugárzásának mérését,
- a két kamera (egy WAC széles- és egy NAC keskeny látószögű kamera) felvételeit a telemetriai rendszerén keresztül elektronikusan tömörített állapotban továbbította (DTE) volna a földi vevőállomásokra,
- GPS (Global Positioning System) helymeghatározó segítségével követték pályáját,
- oktatási segítség biztosítása a távoli intézmények részére,